# Трифон Гизов
Трифон Стойков Гизов е български революционер, деец на Вътрешната македоно-одринска революционна организация.

## Биография
Гизов е роден на 3 октомври 1879 година в леринското село Зелениче, тогава в Османската империя, където получава начално образование. В 1895 година заминава на гурбет в Кюстенджа, Румъния. В 1901 година се връща в Зелениче и се присъединява към ВМОРО. В 1902 година и 1903 година по нареждане на Алексо Турунджов Гизов отговаря за военното обучение на младежите в Зелениче. В 1902 година е арестуван и лежи 6 месеца в Леринския и в Битолския затвор. Взима участие в Илинденско-Преображенското въстание през лятото на 1903 година като четник на Алексо Турунджов и Никола Мокренски. Участва в превземането на Клисура, превземането на Невеска и в сражението за Върбица. В 1904 година е нападнат в Зелениче по време на Зеленишката кървава сватба, но успява да се спаси и бяга в Румъния. Връща се след Младотурската революция в 1908 година.
На 2 март 1943 година, като жител на София, подава молба за народна пенсия, която е одобрена и отпусната от Министерския съвет на Царство България.